# Abelhal
A Abelhal é uma variedade de uma determinada casta de uva branca que é cultivada na região Trás-os-Montes e Alto Douro em Portugal . A uva muito doce dá origem a um vinho licoroso que leva o mesmo nome .